# Комаровка (Минск)
Комаровка (бел. Камароўка) — исторический район Минска в пределах улиц В. Хоружей, Кульман, Куйбышева, Я.Коласа, площади Якуба Коласа. Ранее деревня, а потом и окружающие её окрестности, позже северо-восточная окраина Минска, расположенная за Троицкой Горой и Золотой Горкой.

## История
О происхождении названия «комаровка» существует несколько версий:
- Название «Комаровка» произошло от фамилии (прозвища) юродивого Федьки Комара, жившего в окрестностях Никольской церкви (см. раздел Легенды).
- Название «Комаровка» связано с большим количеством комаров, обитавших здесь. Первоначально Комаровкой называли деревню в низине, а позже — уже всю местность[1].
- Третий вариант предложил белорусский историк и археолог Петр Русов[кто?]. Самый старый документ, где упоминается Коморовское болото, датирован 1552 годом. При этом ударение в слове «комо́ровское» было на второе «о». Поэтому можно предположить, что на Комо́ровом болоте могло быть строение, которое местные жители называли «комо́ра»[2].[нет в источнике][источник не указан 122 дня]

Через Комаровку ежедневно проходит до сотни возов дров и прочего, и все это перетаскивается чуть ли не на руках. Артиллерийские повозки часто выше колес вязнут в грязи, ночью нет ни одного фонаря на всю Комаровку; и только один огонь казенной лавки освещает ночью улицу, сажени на две-три кругом. Жители, в большинстве бедный люд, неоднократно обращались о замощении Комаровки, но все безуспешно…— Газета «Северо-Западное слово». 1898 год
Коморовка до 1812 года являлась собственностью Радзивиллов. После Отечественной войны деревня и прилегающие территории перешли к минскому помещику Станиславу Ваньковичу. К концу XIX века деревня вошла в черту Минска.
В 1903 году фельдшер Н. Владимиров обращал внимание властей Минска на то, что Комаровка — «опасное место, в котором сосредоточивается зараза, море разных комаров. Чиновники и зажиточные люди считают позором посещать её, потому что это заброшенный рабочий нищий квартал».

Трудно себе представить что-нибудь более ужасное, чем наша Захарьевская улица, которая носит за Золотой Горкой название Комаровка!.. Эта улица представляет собой липкое сплошное болото, перейти через него никоим образом невозможно…
— Газета «Минский листок». 1907 год
В 1911 году на прилегающей к деревни территории была открыта Болотная станция, предназначенная для изучения и практического использования болот России.
24 и 25 мая 1911 года на Комаровском поле (полигоне) совершал полёты на аэроплане российский авиатор Сергей Исаевич Уточкин. Полёт был заснят киноаппаратом для кинотеатра «Гигант».
С 1925 года начали проводиться работы по осушению болот, а в 1929 году была открыта трамвайная линия, соединившая Комаровку со столицей.
В годы Великой Отечественной войны в районе Комаровки действовала подпольная группа.
В 1950-х годах начался снос старых деревянные домов, и открылась троллейбусная линия.
В 1956 году площадь расположенная на месте исторической Комаровки получила название в честь поэта Якуба Коласа. В 1972 году на площади был установлен памятник поэту.
В 1950-х — 1970-х годах, до открытия постоянного зоопарка, на месте будущего крытого рынка традиционно располагался передвижной зверинец.

## Легенды
Одна из легенд рассказывает о монахе Анатолии. Монах однажды нашёл клад, спрятанный разбойниками, и решил оставить его себе. Об этом узнал юродивый Федька Комар. Монах пообещал юродивому половину клада. Ночью же он отвёл Федьку из монастыря в лес и убил. На месте убийства образовалось болото.
По другой легенде, действие которой происходит в начале XV века, юродивый Федька Комар стал свидетелем смерти человека. В мешке умершего оказалось золото. Юродивый обрадовался направился в ближайший лес. Федька не заметил, как угодил в болото. С тех пор это место получило название Комаровка.